# 工藤悟
工藤 悟（くどう さとる、1986年9月16日 - ）は、KBC九州朝日放送の元アナウンサー。青森県弘前市出身。青森県立弘前高等学校、東京大学文学部卒業。KBCに2009年4月に入社し、2011年1月退職。趣味はスポーツ観戦と魚釣り。血液型A型。

## エピソード
- 実家はリンゴ農家。主にフジを作っている。
- 東京大学では野球部に所属。野球部チーフマネージャーだった。
- KBCの男子アナウンサーの新卒採用は1998年の高柳徹（現：テレビ営業部）以来11年ぶりだった